# Bing Crosby
Harry Lillis „Bing” Crosby (n. 3 mai 1903, Tacoma, Washington, SUA – d. 14 octombrie 1977, Alcobendas, Spania) a fost un cântăreț și actor american. Vocea sa bas-bariton l-au făcut unul dintre cei mai bine vânduți artiști ai secolului al XX-lea, cu peste o jumătate de miliard de discuri vândute.

## Biografie
O vedetă multimedia, din 1934 până în 1954 Bing Crosby a fost lider în vânzări de discuri, la radio și încasări din filme. Începutul carierei sale a coincis cu inovații în tehnica înregistrărilor; aceasta i-a permis să dezvolte un stil de cântat intim și relaxat care a influențat mulți cântăreți masculini care l-au urmat, printre care Perry Como, Frank Sinatra și Dean Martin. Revista Yank l-a recunoscut pe Crosby ca fiind persoana care a făcut cel mai mult pentru moralul soldaților americani din timpul celui de-al doilea război mondial și, în timpul apogeului său, în jurul anului 1948, sondajele de opinie l-au declarat "cel mai admirat om în viață", fiind clasat deasupra lui Jackie Robinson sau al Papei Pius al XIII-lea.

## Stil, influență
Crosby a exercitat o importantă influență asupra dezvoltării industriei muzicale postbelice. A lucrat la NBC la vremea respectivă și a dorit să își inregistreze spectacolele. Totuși, majoritatea posturilor de televiziune nu permiteau înregistrarea. Acest lucru a fost datorat în primul rând calității înregistrărilor de la vremea aceea. În 1947 a investit 50.000 $ în compania Ampex, care a construit primul magnetofon comercial din America de Nord. A părăsit NBC pentru a lucra la ABC deoarece NBC nu era interesată să înregistreze spectacolele. Acest lucru s-a dovedit benefic deoarece ABC l-au acceptat pe el și ideile sale noi. Crosby a fost primul artist care să își inregistreze spectacolele radio în prealabil și să își desăvârșească înregistrările sale comerciale pe bandă magnetică. Alături de Frank Sinatra, Crosby a fost unul din principalii investitori al complexului de înregistrări din Los Angeles, United Western Recorders.

## Filmografie
Crosby a câștigat un Premiu Oscar pentru cel mai bun actor pentru interpretarea personajului Father Chuck O'Malley din filmul Going My Way (1944) și a fost nominalizat încă o dată pentru acest rol în filmul The Bells of St. Mary's în anul următor, devenind primul din cei patru actori care să fie nominalizați de două ori pentru interpretarea aceluiași personaj. În 1963, Crosby a primit primul premiu Grammy Global Achievement Award. Crosby este una din cele 22 de persoane care să aibă 3 stele pe Hollywood Walk of Fame.
- Crăciun alb (1954)
- High Time (1960) - Harvey Howard